# Honuk
Honuk is een bestuurslaag in het regentschap Kupang van de provincie Oost-Nusa Tenggara, Indonesië. Honuk telt 1424 inwoners (volkstelling 2010).